# Stilpnia heinei
La tangara coroninegra (Stilpnia heinei), también conocida como tangará o tángara capirotada (en Colombia), tángara de gorro negro (en Venezuela) o tangara gorrinegra (en Ecuador), es una especie de ave paseriforme de la familia Thraupidae, perteneciente al  género Stilpnia, anteriormente situada en Tangara. Es nativa del norte y noroeste de América del Sur.

## Distribución
Se distribuye a través de Colombia, en las montañas de la Sierra Nevada de Santa Marta, en la serranía del Perijá, y la parte norte de los Andes orientales, hacia el este por los Andes del oeste de Venezuela y la cordillera de la Costa (hasta Miranda); y hacia el sur por las tres cadenas de los Andes colombianos, y ambas pendiente de los Andes del sur de Colombia y norte de Ecuador (hasta Pichincha y Tungurahua).
Esta especie es considerada bastante común en sus hábitats naturales: los bordes de selvas húmedas montanas y clareras adyacentes, entre 1100 y 2200 m de altitud.

## Sistemática

### Descripción original
La especie S. heinei fue descrita por primera vez por el ornitólogo alemán Jean Cabanis en 1851 bajo el nombre científico Procnias heinei; su localidad tipo es: «Colombia».

### Etimología
El nombre genérico femenino Stilpnia deriva de la palabra del idioma griego «στιλπνή», forma femenina para el adjetivo «brillante» o «reluciente», aludiendo al brillo que presenta el plumaje de estas especies; y el nombre de la especie «heinei» conmemora al ornitlogo alemán Ferdinand Heine (1809–1894).

### Taxonomía
La presente especie, junto a un grupo numeroso de trece otras especies, fueron tradicionalmente incluidas en un amplio género Tangara, hasta que varias estudios genéticos de la familia Thraupidae permitieron comprobar que formaban un clado separado del aquel género por lo que se propuso su separación en un nuevo género Stilpnia.
El Comité de Clasificación de Sudamérica (SACC), en la propuesta N° 730 parte 20 reconoció el nuevo género, en lo que fue seguido por el Congreso Ornitológico Internacional (IOC) y Clements Checklist/eBird v.2019. Otras clasificaciones como Aves del Mundo (HBW) y Birdlife International (BLI) optaron por mantener el género Tangara más ampliamente definido, con lo cual la presente especie conserva su nombre anterior: Tangara heinei.
Es monotípica. Los amplios estudios filogenéticos recientes demuestran que la presente especie es hermana de Stilpnia argyrofenges, y el par formado por ambas es hermano de Stilpnia phillipsi.